# Convention de Londres (1833)
 (juin 2025).
Si vous disposez d'ouvrages ou d'articles de référence ou si vous connaissez des sites web de qualité traitant du thème abordé ici, merci de compléter l'article en donnant les références utiles à sa vérifiabilité et en les liant à la section « Notes et références ».
Pour les articles homonymes, voir Convention de Londres.
La convention de Londres de 1833 est une convention entre le royaume uni des Pays-Bas, le royaume de France et le Royaume-Uni de Grande-Bretagne et d'Irlande qui rétablit les relations entre la Belgique et les Pays-Bas durant la guerre belgo-néerlandaise, qui faisait elle-même suite à la révolution belge et à la déclaration d'indépendance de la Belgique de 1831. 
Elle fut signée le 21 mai 1833 à Londres et donna les prémices de la convention de Zonhoven qui mit officiellement fin à la guerre, puis mena à la reconnaissance du nouvel état belge et de son roi (Léopold Ier) par Guillaume Ier, roi des Pays-Bas lors du traité des XXIV articles, signé le 19 avril 1839.

## Contexte
La révolution belge, puis la déclaration d'indépendance de la Belgique vis-à-vis du royaume uni des Pays-Bas le 4 octobre 1830, déclenchèrent la guerre belgo-néerlandaise. Bien que l'indépendance de la  Belgique fut reconnue par les grandes puissances lors de la conférence de Londres dès le 20 décembre 1830, le roi des Pays-Bas, Guillaume Ier, tenta de reconquérir les huit provinces sécessionnistes lors de la campagne des Dix-Jours entre le 2 aout et le 12 aout 1831, violant ainsi l'armistice imposé par les grandes puissances dès le 4 novembre 1830. La jeune armée belge étant incapable de résister aux forces armées néerlandaises, dut recevoir l'aide d'une armée expéditionnaire française afin de remporter la victoire. Toutefois, les néerlandais laissèrent des troupes dans plusieurs citadelles, notamment celles d'Anvers et de Maastricht et c'est pour en extirper cette garnison que les troupes franco-belges assiègent Anvers entre le 15 novembre 1832 et le 23 décembre 1832. Le cas de la garnison de Maastricht et plus particulièrement du contentieux territorial autour de la province de Limbourg fut, quant à lui, l'objet de nombreux débats qui ne se réglèrent que par la signature du traité de Maastricht , le 8 aout 1843.

## Composition
La convention se compose de six articles et d'un article explicatif. 
- Le premier article indique qu'aussitôt après la signature, la France et le Royaume-Uni lèveront leur embargo sur les vaisseaux, bâtiments et marchandises appartenant au roi des Pays-Bas, Guillaume Ier et que tous les bâtiments ou navires retenus seront rendus à leurs propriétaires respectifs.

- Le deuxième article mentionne que tous les militaires néerlandais retenus en France seront renvoyés aux Pays-Bas avec armes et bagages.

- Le troisième article impose à Guillaume Ier de ne recommencer aucune hostilité vis-à-vis de la Belgique et de laisser la libre circulation fluviale sur l'Escaut (où se trouve notamment le port d'Anvers).

- Le quatrième article impose que la navigation sur la Meuse (qui arrose Maastricht) soit ouverte au commerce tel que précisé lors de la convention de Mayence du 31 mars 1831, étape clef de la commission centrale pour la navigation du Rhin. Il dit également que les communications entre la forteresse de Maastricht et la frontière avec la province néerlandaise du Brabant-Septentrional sera « libre et sans entrave ».

- Le cinquième article mentionne que les signataires s'engagent sans délai à organiser des pourparlers en vue d'un traité définitif et qu'ils y inviteront les cours d'Autriche, de Prusse et de Russie. Après la convention de Zonhoven, le premier traité officiel ratifié en ce sens sera le traité des XXIV articles, signé à Londres le 19 avril 1839.

- Le sixième article traite de la ratification de la convention qui devra se faire endéans les dix jours à Londres.

- L'article explicatif précise que la cessation des hostilités de la guerre belgo-néerlandaise visée à l'article 3, inclut le territoire privé de Guillaume Ier qu'est alors le grand-duché de Luxembourg ainsi que le territoire du Limbourg occupé par les forces armées belges et qui sera plus tard scindé en deux provinces : la province belge de Limbourg et la province néerlandaise de Limbourg. Il précise également que, jusqu'à la signature d'un traité définitif, la navigation sur l'Escaut aura lieu telle qu'elle l’était avant le 1er novembre 1832.

## Signataires
- France : Charles-Maurice de Talleyrand-Périgord
- Royaume-Uni de Grande-Bretagne et d'Irlande : Henry John Temple
- Royaume uni des Pays-Bas : Salomon Dedel

### Plénipotentiaires belges
Aucun des trois signataires de la convention ne fut belge mais le roi des Belges Léopold Ier avait chargé certains ministres plénipotentiaires de représenter les intérêts de la Belgique à Londres. Parmi eux :
- Albert Goblet d'Alviella
- Jean-Baptiste Nothomb
- Sylvain Van de Weyer

## Conséquences
La convention mit fin aux querelles entre belges et néerlandais, notamment dues à l'interdiction aux belges d'entrer aux Pays-Bas par les routes de Berg-op-Zoom et de Breda qui avait entrainé les belges à interdire le ravitaillement de la forteresse de Maastricht, situé dans le Limbourg occupé par les belges mais où était maintenue une garnison des forces armées néerlandaises. Elle jeta les bases des premières discussions de la convention de Zonhoven qui régla définitivement les contentieux liés à la circulation sur l'Escaut et la Meuse ainsi que le sort de la forteresse de Maastricht et de sa garnison, mettant fin de facto à la guerre belgo-néerlandaise.
Toutefois, il fallut attendre le traité des XXIV articles signé le 19 avril 1839 pour que le roi des Pays-Bas, Guillaume Ier, reconnaisse l'indépendance de la Belgique, puis le traité de Maastricht, signé le 8 aout 1843, pour délimiter définitivement la frontière entre la Belgique et les Pays-Bas.